# لومی کاوازوس
لومی کاوازوس (به انگلیسی: Lumi Cavazos) (زاده ۲۱ دسامبر ۱۹۶۸) بازیگر مکزیکی است.
از فیلم‌های معروف او می‌توان به بازی در نگهدار کودک و آخرین ایستادگی در رودخانه صیبر اشاره کرد.